# Aulonemia haenkei
Aulonemia haenkei är en gräsart som först beskrevs av Franz Josef Ivanovich Ruprecht, och fick sitt nu gällande namn av Mcclure. Aulonemia haenkei ingår i släktet Aulonemia och familjen gräs.
Artens utbredningsområde är Peru. Inga underarter finns listade i Catalogue of Life.